# Ballynahinch (Down)
Ballynahinch (irisch: Baile na hInse, dt.: „Siedlung der Insel/der Wasserwiese“) ist eine nordirische Stadt im County Down. Sie hat 5703 Einwohner (2011 Census). Der District seit 2015 ist Newry, Mourne and Down.
Ballynahinch war traditionell eine Marktstadt und liegt an der A 24 von Belfast nach Newcastle 24 km südlich von Belfast.

## Geschichte
Bis zum 17. Jahrhundert war die Region vom McCartan-Clan kontrolliert. Um 1650 verkaufte Patrick McCartan Land um Ballynahinch an Sir George Rawdon und Sir William Petty, einen Aufseher aus Hampshire. Sir George, bald einziger Besitzer, baute zwei Kornmühlen und gründete die Stadt mit einem Marktplatz. 1683 gewährte Karl II. von England das Patent für einen Donnerstagsmarkt und zwei Jahrmärkte. Schottische protestantische Siedler vergrößerten die Stadt. John Rawdon, Earl of Moira, richtete eine Residenz in Montalto House in Ballynahinch ein. Er führte den Leinenmarkt ein und errichtete das Markthaus.
Die Society of United Irishmen rebellierte 1798 gegen die englische Herrschaft, ausgehend von Leinster (Irische Rebellion von 1798). Die Schlacht von Ballynahinch begann am 12. Juni 1798 mit einer Belagerung von 4000 Iren durch die britische Armee. Nach einem ganztägigen Bombardement zogen sich die Iren zurück, 36 Häuser wurden darauf niedergebrannt. Der irische Kommandant Henry Munro wurde gefangen genommen und bald darauf hingerichtet. Die Kämpferin Betsy Gray starb ebenso und wurde dafür später heroisiert.
Montalto und Ballynahinch wurden 1802 an David Ker Esquire verkauft, der die wachsende Mode der Touristen, Wasserurlaub zu machen, nutzte, um ein medizinisches Kurbad außerhalb der Stadt zu entwickeln.
Am 23. Februar 1920 war die Kaserne der Royal Irish Constabulary (RIC) in Ballynahinch Ziel eines Bombenanschlags der Irish Republican Army (IRA).
Am 16. Oktober 1986 wurden die Katholiken Terence Mullan im Alter von 31 Jahren und Kathleen Mullan (79) durch die Ulster Freedom Fighters zu Hause in der Dromore Road in Ballynahinch erschossen.

## Persönlichkeiten
- James Thomson (Mathematiker)

## Einzelbelege
1. ↑  Montalto Estate. Archiviert vom Original (nicht mehr online verfügbar) am 27. November 2019; abgerufen am 27. November 2019 (englisch).  Info: Der Archivlink wurde automatisch eingesetzt und noch nicht geprüft. Bitte prüfe Original- und Archivlink gemäß Anleitung und entferne dann diesen Hinweis.
2. ↑  William J. Roulston: Researching Scots-Irish Ancestors: The Essential Genealogical Guide to Early Modern Ulster. Hrsg.: Ulster Historical Foundation. Belfast 2006, S. 7 (google.de).
3. ↑  Battle of Ballynahinch – misguided chivalry of leader Munro. ireland-calling.com, abgerufen am 27. November 2019 (englisch).
4. ↑  Deirdre Armstrong: The Heart of Down. Doneghadee 2000.
5. ↑  Mike Rast: Tactics, Politics, and Propaganda in the Irish War of Independence, 1917-1921. Hrsg.: Georgia state University. 2011, S. 83 (gsu.edu).
6. ↑  Chronology of the Conflict. CAIN, abgerufen am 27. November 2019 (englisch).